# Adhemar da Silva
Adhemar Ferreira da Silva (São Paulo, 29 settembre 1927 – São Paulo, 12 gennaio 2001) è stato un triplista brasiliano.

## Biografia
Ai Giochi della XV Olimpiade vinse l'oro nel salto triplo ottenendo un risultato migliore del russo Leonid Sherbakov (medaglia d'argento) e del venezuelano Arnoldo Devonish.
Vinse nuovamente ai Giochi della XVI Olimpiade quattro anni dopo.
Nel 1959 impersonò la Morte nel film Orfeo negro.
Morì in seguito a un attacco cardiaco nel 2001.

## Palmarès
| Anno | Manifestazione      | Sede              | Evento       | Risultato | Misura | Note            |
| ---- | ------------------- | ----------------- | ------------ | --------- | ------ | --------------- |
| 1951 | Giochi panamericani | Buenos Aires      | Salto triplo | Oro       | 15,19  |                 |
| 1952 | Giochi olimpici     | Helsinki          | Salto triplo | Oro       | 16,22  | Record mondiale |
| 1955 | Giochi panamericani | Città del Messico | Salto triplo | Oro       | 16,56  | Record mondiale |
| 1955 | Universiadi         | San Sebastián     | Salto triplo | Oro       | 15,99  |                 |
| 1956 | Giochi olimpici     | Melbourne         | Salto triplo | Oro       | 16,35  | Record olimpico |
| 1959 | Giochi panamericani | Chicago           | Salto triplo | Oro       | 15,90  |                 |

## Filmografia
- Orfeo negro (Orfeu negro), regia di Marcel Camus (1959)

## Doppiatori italiani
- Renato Turi in Orfeo negro